# Charlotte Austin
Charlotte Austin (en tailandés: ชาล็อต ออสติน) (Phuket, 21 de diciembre de 1998) es una modelo, actriz y cantante tailandesa-británica. Es conocida como reina de belleza en Miss Grand Tailandia  y por su actuación como Cherine en Show Me Love - The Series

## Educación
Después de completar su licenciatura en Gestión Hotelera y Turística de la Universidad Prince of Songkla, en la Facultad de Phuket en 2022, Charlotte inicialmente aspiraba a convertirse en asistente de vuelo. Sin embargo, su amiga Marima Suphatra Kliangprom, quien fue coronada Miss Turismo Internacional 2022/2023, la convenció para unirse al concurso Miss Grand Tailandia 2022 junto a ella.
En 2023 Charlotte Austin estudiaba Derecho.

## Carrera
Charlotte comenzó en la industria del espectáculo en 2017 con su participación en "Miss Supranational Phuket", que marcó su incursión en el mundo de los concursos de belleza. En 2022, obtuvo el título de primera finalista en Miss Grand Phuket, donde perdió el título ante su amiga de la infancia Heidi Amanda Jensen. Continuó su camino participando en la ciudad natal materna en Miss Grand Chumphon 2022, donde salió victoriosa y aseguró la oportunidad de representar a Chumphon en Miss Grand Tailandia 2022. Logró el destacado puesto de 5° finalista del certamen nacional y ha sido una gran representante de la organización hasta el día de hoy.Tanto así que hoy en dia se encuentra entre los principales accionistas de la empresa. 

## Actuación
En 2023, Charlotte hizo la transición al mundo de la actuación, debutando junto a Engfa Waraha en la serie de GrandTV "Show Me Love - The Series", dirigida por Thanamin Wongskulfat y Bandit Sintanaparadee. La miniserie romántica ha llamado la atención, aumentando la popularidad de Charlotte en la industria del entretenimiento.
En enero de 2024 se estrenará el segundo trabajo televisivo de Charlotte Austin, la nueva versión del clásico tailandés " Mon Rak Luk Thung" en el que interpreta al personaje femenino principal, teniendo como coprotagonista al actor Mew Suppasit.
Charlotte también ha actuado en diferentes vídeos musicales como protagonista romántica.

## Vida personal
Nacida de madre tailandesa y padre británico y criada principalmente por su padre debido a los compromisos laborales de su madre en el extranjero, también tiene tres medio hermanos mayores. Su padre, inicialmente soldado en Tailandia, luego se convirtió en profesor de inglés en Phuket. 
Antes de competir en Miss Grand, Charlotte Austin trabajó como modelo independiente en Phuket. También trabajó como camarera en zonas turísticas y restaurantes de Phuket para pagar la matrícula de la Universidad.

## Filmografía

### Televisión
| Año  | Título            | Personaje | Notas        | Ref. |
| ---- | ----------------- | --------- | ------------ | ---- |
| 2023 | Show Me Love      | Cherine   | Protagonista |      |
| 2024 | Mon Rak Luk Thung | Thongkwao | Protagonista |      |
| 2024 | Love Bully        | Irin      | Protagonista |      |
| 2024 | Petrichor         | Dr. Run   | Protagonista |      |

| Year | Title         | Artist               | Ref    |
| ---- | ------------- | -------------------- | ------ |
| 2023 | เขาคือมีใหม่ไวแท้ | Ning Eileen          | [ 15 ] |
| 2023 | ชาย           | Ble Patumrach R Siam | [ 16 ] |

## Discografía
| año  | Título                               | Artista                         | Soundtrack         |
| ---- | ------------------------------------ | ------------------------------- | ------------------ |
| 2023 | อยากให้รู้ว่ารักเธอ (When I Fall In Love) | Charlotte Austin & Engfa Waraha | Show Me Love OST   |
| 2023 | มาตามสัญญา                            | Charlotte Austin & Mew Suppasit | มนต์รักลูกทุ่ง ๒๕๖๗ OST |
| 2023 | รักเธอที่สุด                             | Charlotte Austin                | มนต์รักลูกทุ่ง ๒๕๖๗ OST |